# Eulogio Sandoval
Eulogio Sandoval (14 de julho de 1922 - morreu em uma data desconhecida) foi um futebolista boliviano. Ele competiu na Copa do Mundo FIFA de 1950, sediada no Brasil, na qual a seleção de seu país terminou na décima segunda colocação dentre os treze participantes.